# Хари Костов
Хари Костов (рођен 13. новембра 1959) је био премијер Северне Македоније од маја до новембра 2004. Парламент га је поставио на дужност премијера 31. маја 2004, две недеље након што га је предложио председник Бранко Црвенковски. Костов је био економски саветник македонске владе и Светске банке током осамдесетих и деведесетих година 20. века. Био је министар унутрашњих послова у претходној влади, коју је водио Црвенковски, а трајала је од 2002. до 2004, кад је Црвенковски изабран за председника. Костов је задржао већину званичника из кабинета Црвенковског.
Костов је објавио оставку 15. новембра 2004, након неслагања унутар коалиционе владе, посебно око македонских и албанских министара. Напустио је дужност 18. новембра 2004, када је његова оставка прихваћена, а наследио га је министар одбране, Владо Бучковски.
Тренутно је Костов извршни директор Комерцијалне банке - Скопље, што је дужност на којој је био и пре уласка у македонску владу.